# Halictus inornatus
Halictus inornatus là một loài Hymenoptera trong họ Halictidae. Loài này được Bingham mô tả khoa học năm 1912.